# Európai részvénytársaság
Az európai részvénytársaság (nemzetközileg használt neve a latin Societas Europaea kifejezés, röviden SE) egy választható cégforma az Európai Unióban (EU) működő gazdasági társaságok számára.

## Létrehozás
Legalább kettő, az uniós tagállamok területén  bejegyzett gazdasági társaság alapíthatja. Alapítására a székhely szerinti nyilvánosan működő részvénytársaságokra vonatkozó jogszabályok vonatkoznak. Jegyzett tőkéjének el kell érnie 120.000 eurót.
Létre lehet hozni
- egyesüléssel,
- európai holding rt alapításával,
- SE formájában működő leányvállalat alapításával,
- átalakulással.

## Megszűnés
Megszűnhet jogutódlással és jogutód nélkül is. Mindig a székhely szerinti tagállam joga az irányadó.

## Irányítás
Egységes (monista) irányítási rendszer esetén az ügyvezetést igazgatótanács látja el, melynek 5-11 természetes személy a tagja. A belső számviteli rend ellenőrzését pedig a legalább 3 tagú auditbizottság látja el.
Nem egységes (dualista) irányítási rendszer esetén az ügyvezetést a 3-11 természetes személyből álló igazgatóság látja el, melyet 3-15 személyből álló felügyelő bizottság ellenőriz.

## Tájékoztatás
A képviseleti testület tájékoztatását az SE igazgatósága/igazgatótanácsa látja el, majd a két szerv között párbeszédi formában folyik a konzultáció és a véleménycsere.

## Adózás
Az SE a bejegyzés helye szerinti tagállamban adózik összes jövedelme után.